# Manuel García Gargallo
Manuel García Gargallo (Barcelona, 24 de junio de 1973) es un investigador y escritor español, especializado en historia del deporte. Es licenciado y doctor en Historia por la Universidad de Barcelona (UB). Sus libros se han centrado en la historia del deporte en las Islas Baleares, especialmente fútbol, ciclismo y carreras de galgos, además de música clásica. Además es autor de artículos en prensa (Diario de Mallorca, El Periódico de Aragón, Última Hora, Diario de Teruel, ARA Balears), en revistas y ha colaborado en medios radiofónicos (IB3 Ràdio, Ona Mediterrània). Ha sido activista por la preservación del patrimonio cultural deportivo al reivindicar la conservación del Velódromo de Tirador de Palma y su recuperación como zona verde, junto con el vecino Canódromo Balear (futuro Bosque Urbano de Palma).

## Obras
- Els origens de l'Atlètic Balears (1920-1942). Dels inicis a la fusió. Barcelona: Lulú, 2013 ISBN 978-84-09-43355-1 (en catalán)

- 100 anys del Club Deportiu Consell. 1918-2018. Palma: Graficmon, 2017 ISBN 978-84-697-6479-4 en colaboración con Miguel Vidal Perelló (en catalán)

- El velòdrom de Tirador. Una història de l'esport a Mallorca. Palma: Illa Edicions, 2018 ISBN 978-84-947890-1-4 (en catalán)

- Campeonatos Regionales de Baleares. Orígenes y desarrollo (1900-1940). Madrid: CIHEFE, 2019 ISBN 978-84-948698-6-0

- L'Atlètic Balears (1920-1942): Els primers anys d'una entitat centenària. Palma: Documenta Balear, 2020 ISBN 978-84-18441-08-0 (en catalán)

- El Canòdrom Balear. Una historia del llebrer a Palma. Palma: Documenta Balear, 2021 ISBN 978-84-18441-28-8 (en catalán)

- El mundo sonoro del siglo XX. 101 obras clásicas para un siglo. Prólogo de Roger Alier. Palma: Documenta Balear, 2022 ISBN 978-84-18441-71-4